# 1496 Turku
Az 1496 Turku (ideiglenes jelöléssel 1938 SA1) a Naprendszer kisbolygóövében található aszteroida. Yrjö Väisälä. fedezte fel 1938. szeptember 22-én, Turkuban.